# Katedralen i Lissabon
Katedralen i Lissabon (portugisiska: Sé de Lisboa, Santa Maria Maior de Lisboa) är en romersk-katolsk katedral i Lissabon. Den är säte för patriarken av Lissabon(en) och sedan 1910 klassificerat som nationalmonument.
Det var Alfons I av Portugal som efter erövringen av Lissabon från morerna 1147 beslutade att katedralen skulle byggas på platsen för en äldre moské. Stadens förste biskop, den engelske korsriddaren Gilbert av Hastings(en), ledde byggandet tillsammans med arkitekten Roberto de Lisboa(pt) som även tros ha ansvarat för uppförandet av den liknande katedralen i Coimbra(en). 
Katedralen är Lissabons äldsta kyrka. Genom historien har den byggts om och till vid flera tillfällen och i olika arkitektoniska stilar. Flera gånger har den skadats av jordbävningar, inte minst den stora jordbävningen 1755. Fasaden, som med sina kraftiga och krenelerade klocktorn mer påminner om en fästning än en kyrka, uppfördes på 1100-talet och är ett minne från reconquistan och 1800-talets nyromanik. Det stora rosettfönstret återskapades under 1900-talet med hjälp av delar från originalfönstret. Den lättar upp den strama fasaden men släpper inte särskilt mycket ljus i det förhållandevis mörka rummet. 
Katedralen är en basilika och planlösningen har formen av ett latinskt kors med tre skepp och ett tvärskepp. Mittskeppet, vars högväggar kröns av triforium, är byggda i romansk stil och tillhör kyrkans äldsta delar. Omkring koret finns en koromgång från 1300-talet med gotiska valv och nio kapell, varav ett innehåller adelsmannen Lopo Fernandes Pacheco(en) och hans hustru María Rodríguez de Villalobos praktfulla gravmonument. Bakom koromgången, via två av kapellen, ansluter ett kloster med korsgång som också är uppförd i gotisk stil. Det byggdes under kung Dionysius I:s regim för kunna härbärgera pilgrimer vars mål var Vincent av Zaragozas reliker som förts hit på 1200-talet. 
Omedelbart till vänster om huvudingången finns ett dopkapell med en dopfunt som enligt sägnen helgonet Antonius av Padua döptes i. Dopkapellet pryds av målade kakelväggar, bland annat en bild när helgonet predikar för fiskar. I mitten av 1600-talet uppfördes sakristian i manieristisk stil. Från senare tid finns det nyklassicistiska gravkapellet för Alfons IV. Katedralens nuvarande nyromanska utseende är i hög grad ett resultat av de restaureringar som gjordes av Augusto Fuschini(pt) och António do Couto(pt) under slutet av 1800-talet och början av 1900-talet.

## Bildgalleri

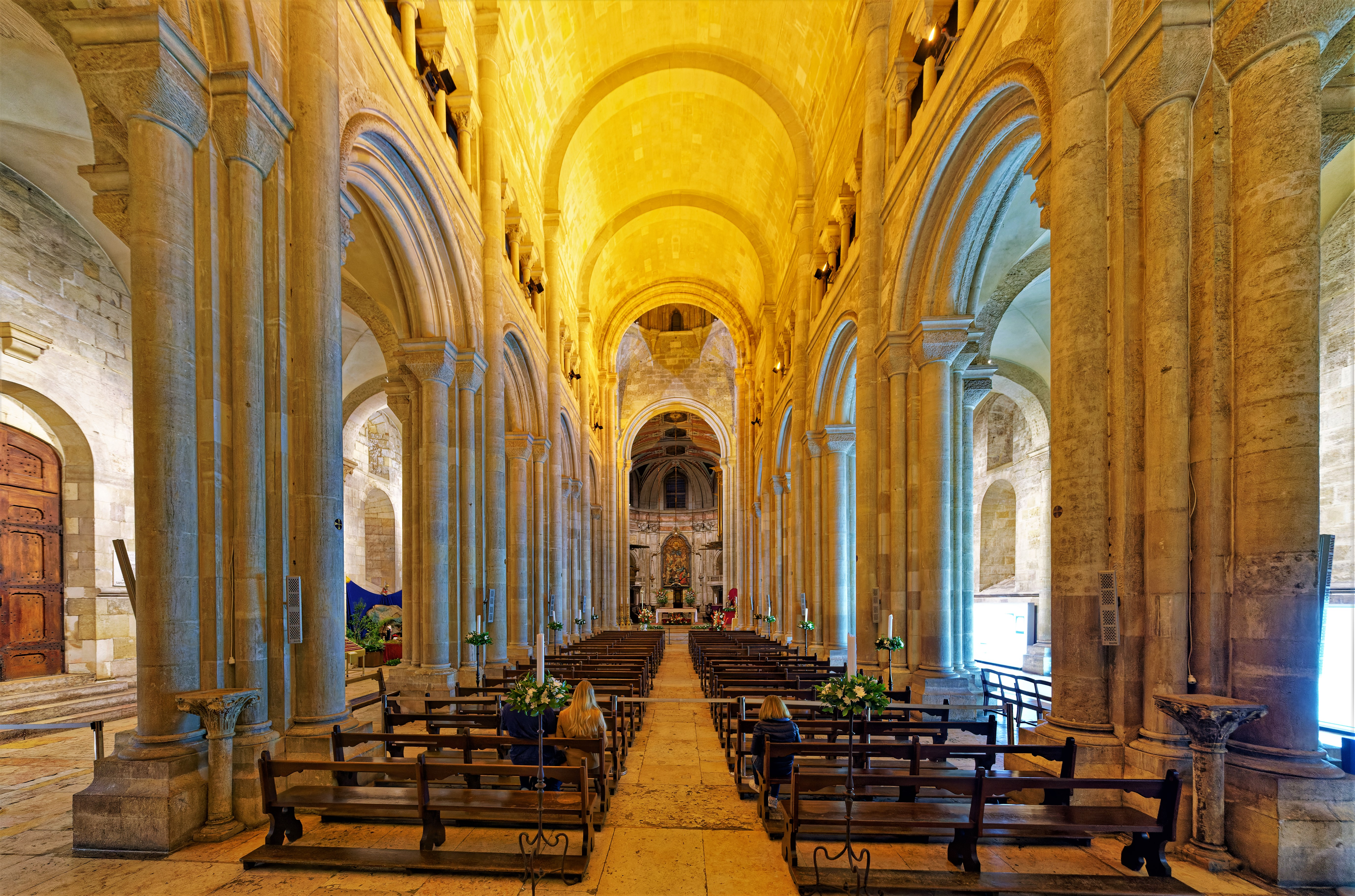
Mittskeppet med tunnvalvstak skiljs från sidoskeppen med kraftiga knippepelare. Koret syns i bakgrunden.
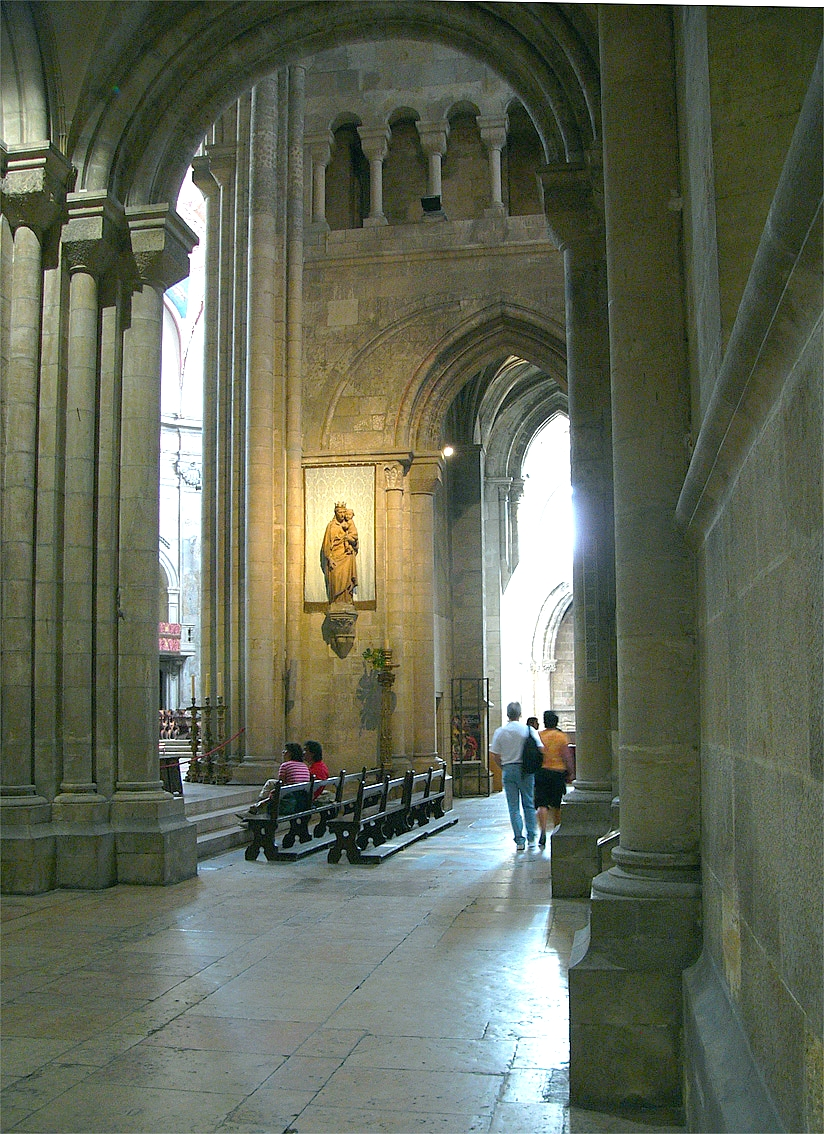
Tvärskeppet med mittskeppens triforium i bakgrunden.
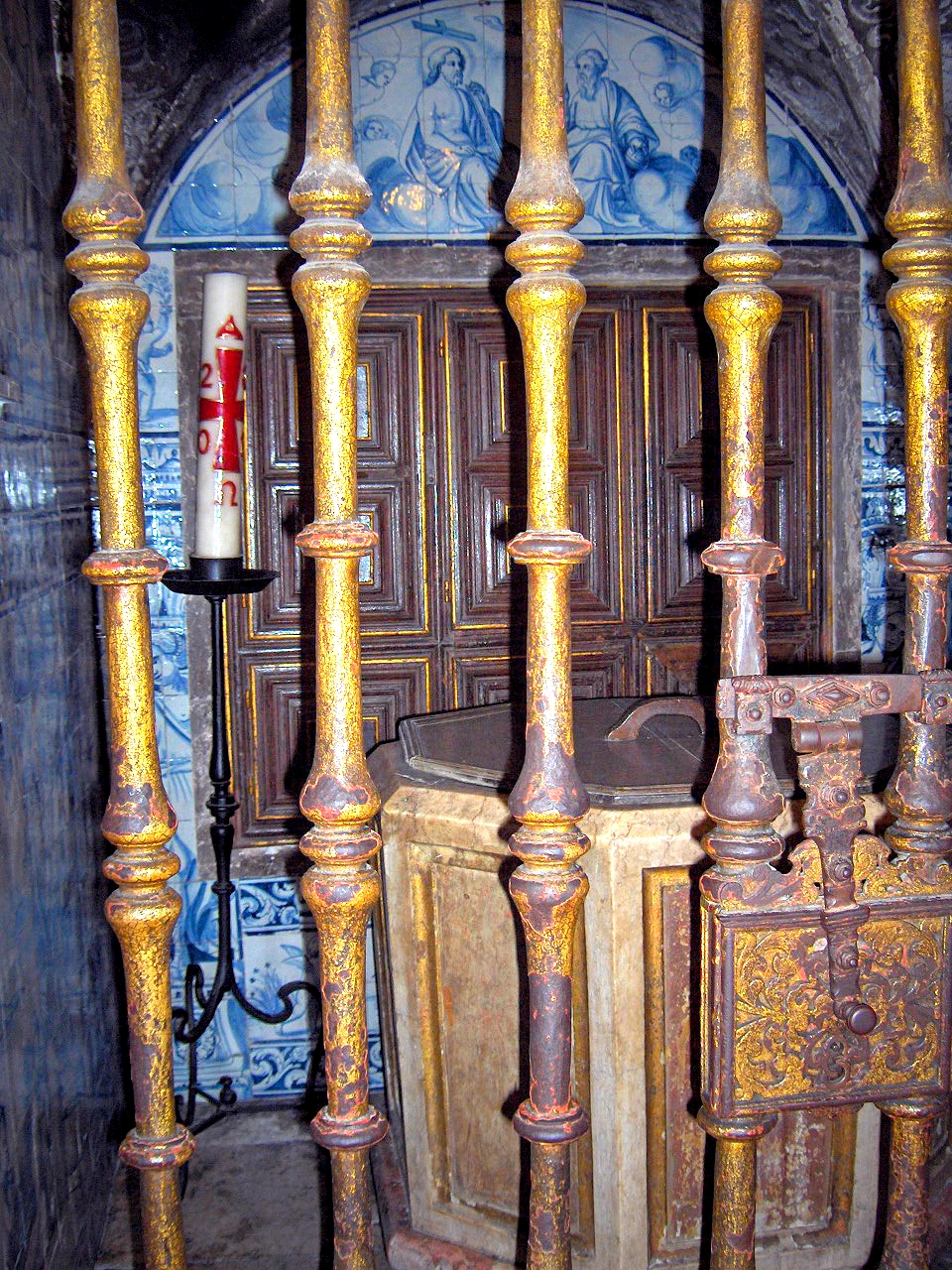
Dopkapellet.
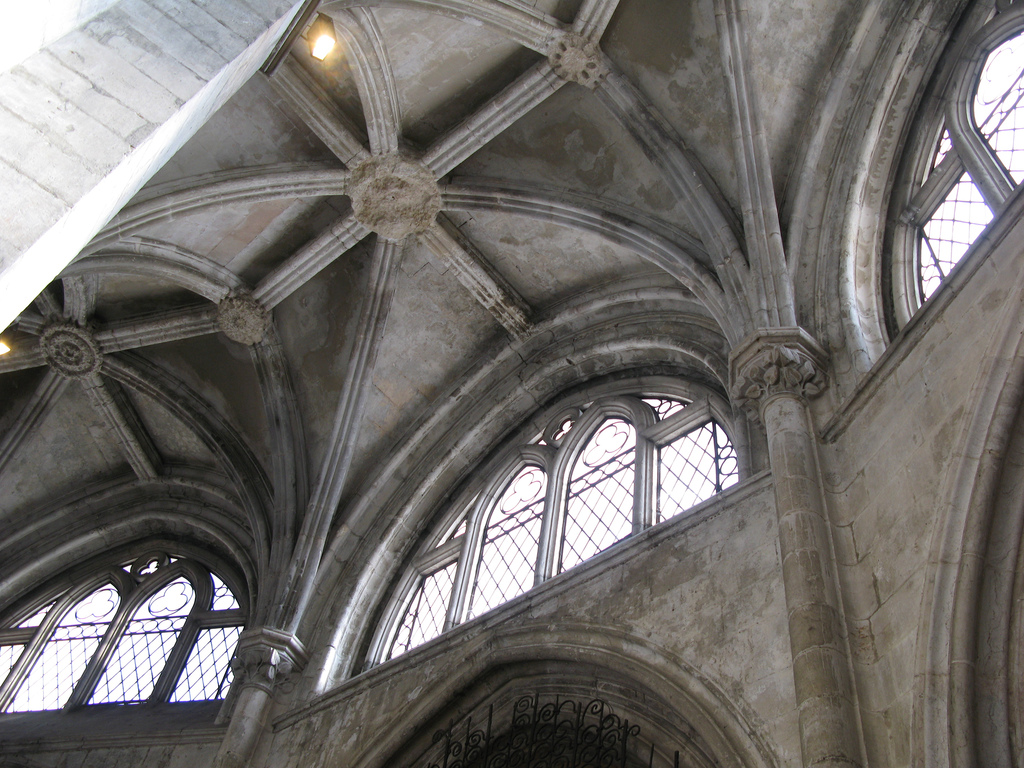
Gotiska valv och klerestorium i koromgången.
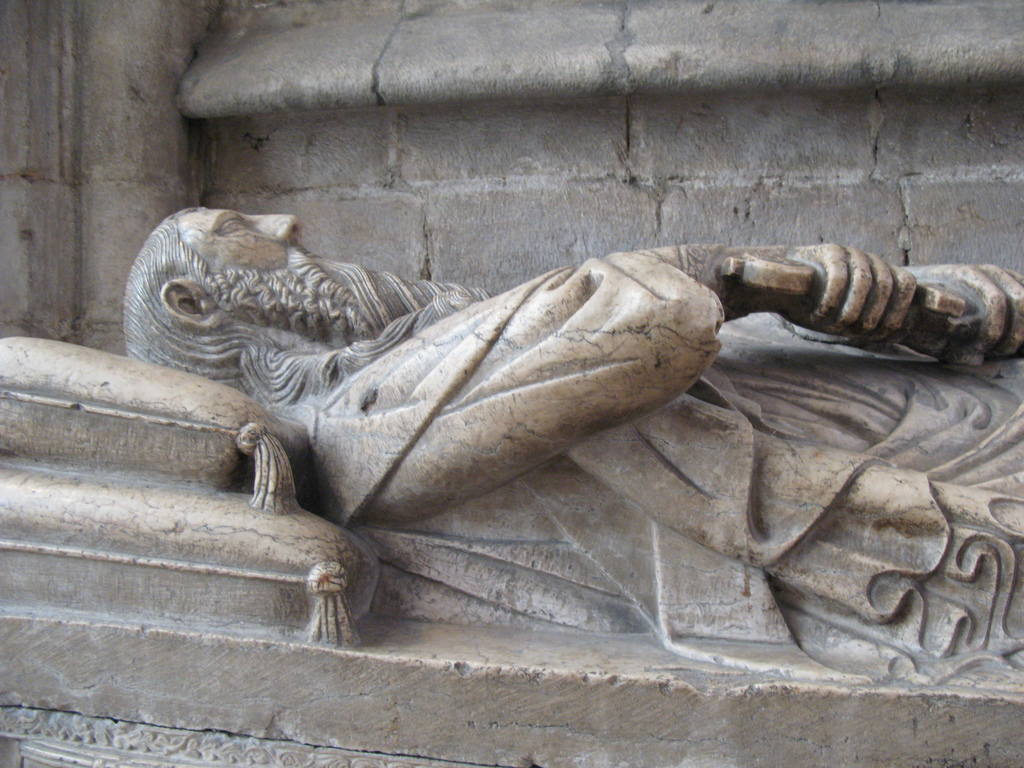
Lopo Fernandes Pachecos gravmonument
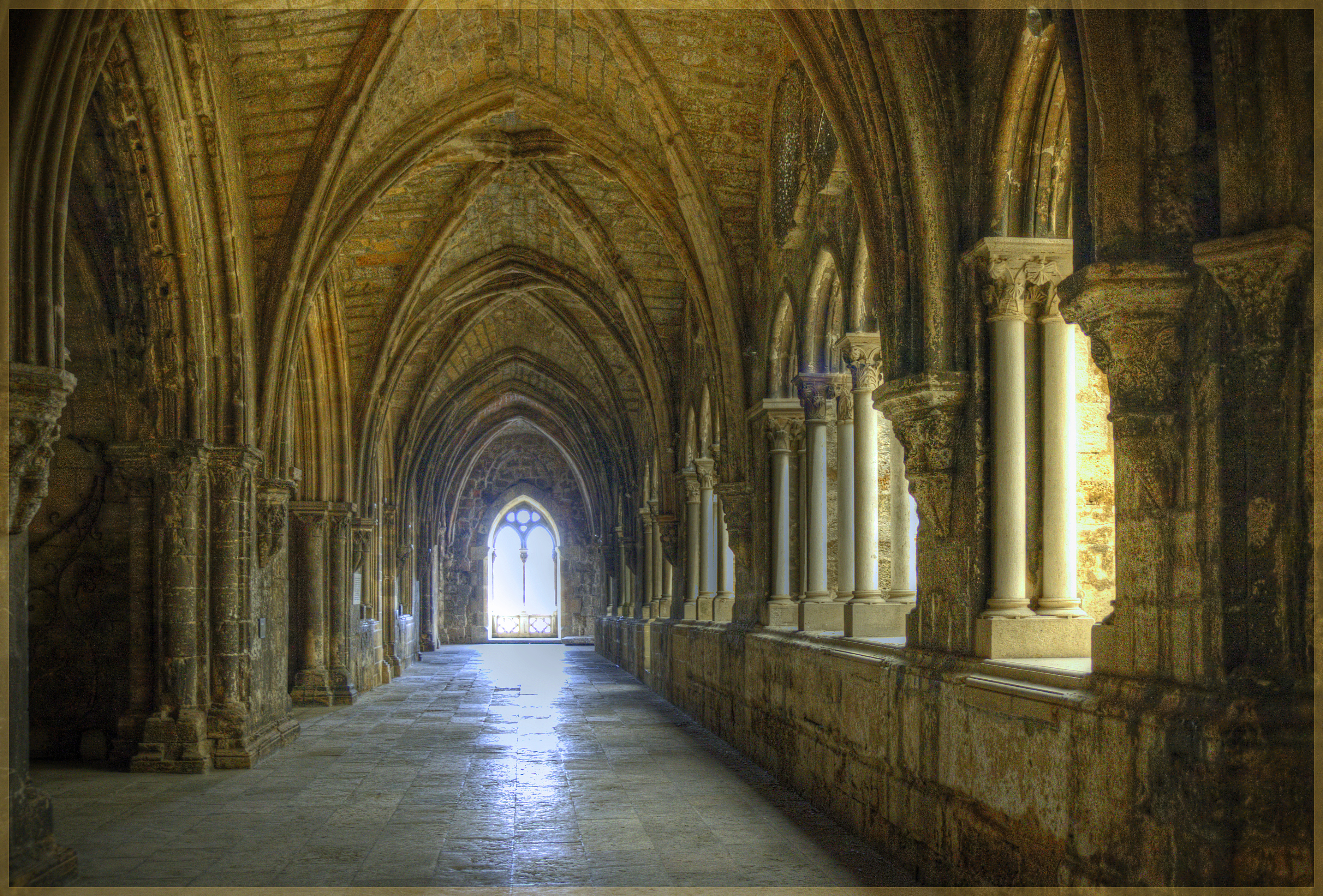
Klostret med östra korsgången.
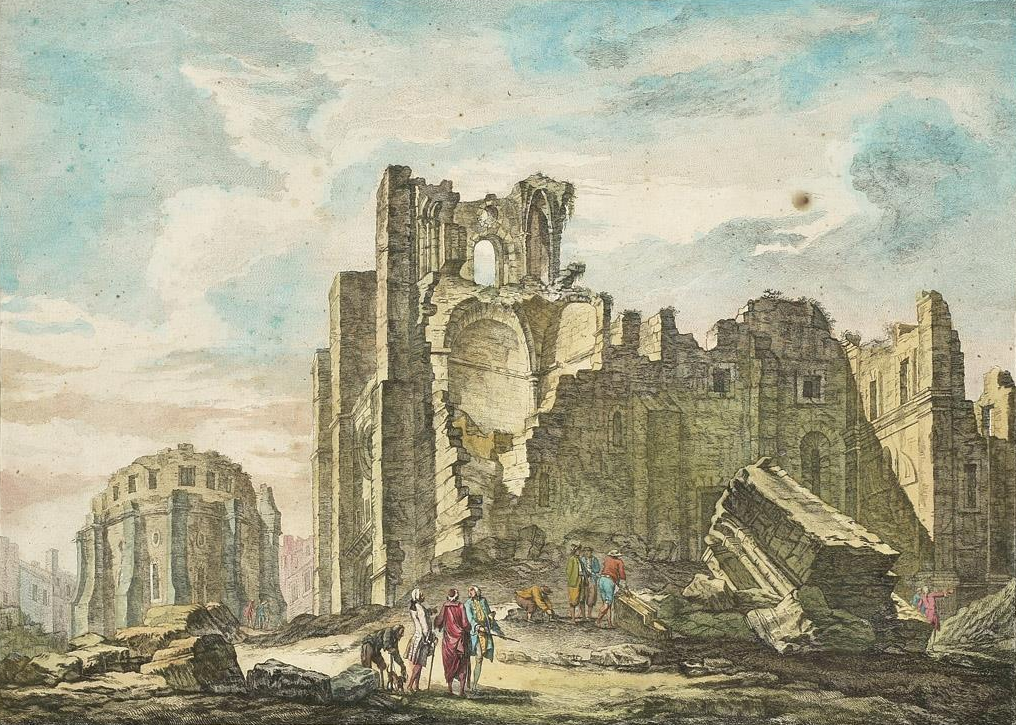
Jacques-Philippe Le Bas gravyr från 1757 visar den ruinb som återstod efter den stora jordbävningen i Lissabon 1755.

## Planlösning
- A. Huvudentré och Narthex.
- B. Mittskepp.
- C. Mitten av det latinska korset.
- D. Kor med absid.
- E. Koromgång.

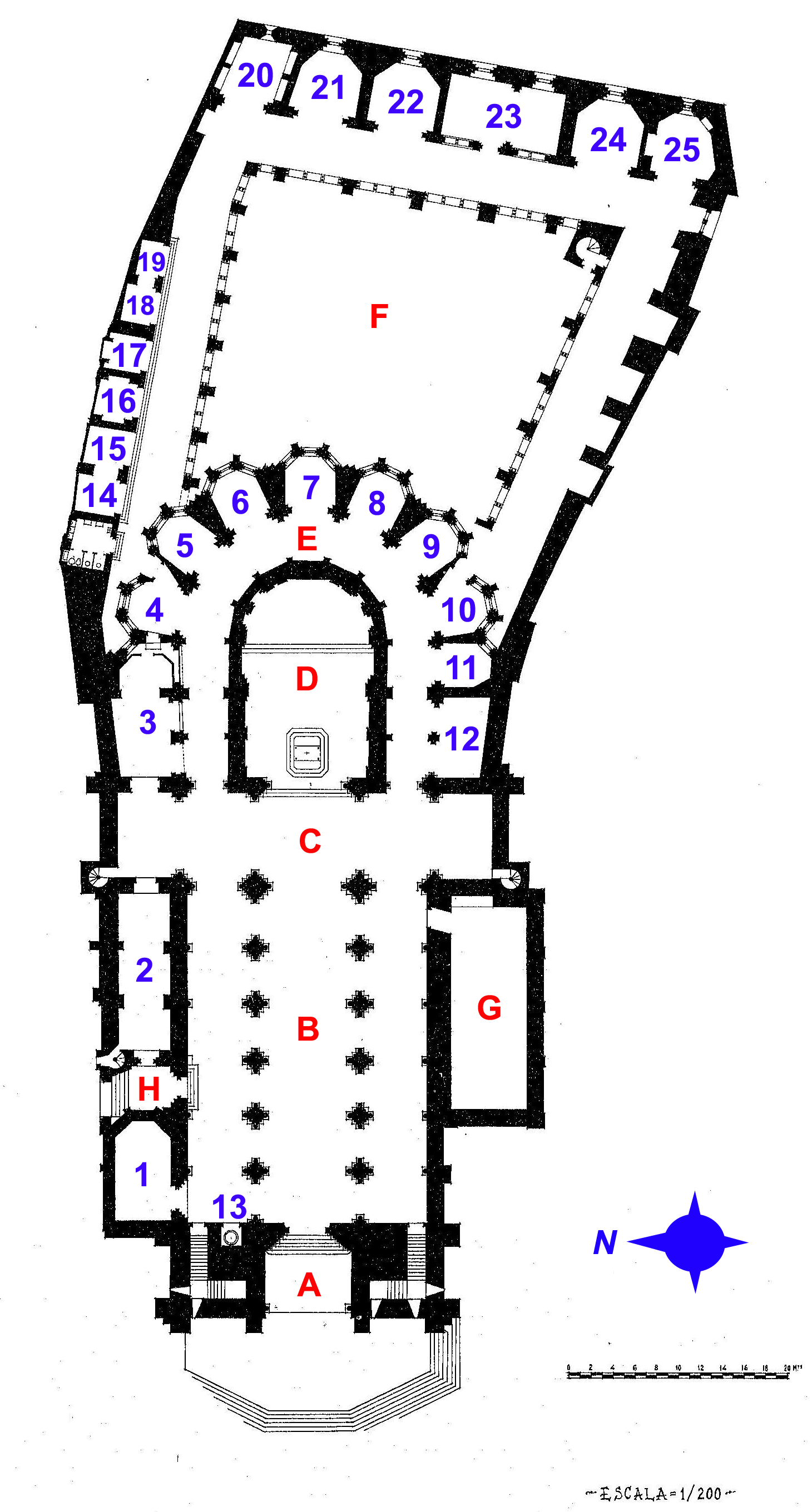

- F. Klostergården omgiven av en korsgång.
- G. Sakristian.
- H. Ingång från norra sidan.

- 1. Capela de Bartolomeu Joanes
- 2. Patriarkens camarín (omklädningsrum).
- 3. Kapellet för det heliga sakramentet
- 4–12. Kapell utmed koromgången.
- 9. São Cosmes och São Damiãos kapell med Lopo Fernandes Pacheco och hans hustru María Rodríguez de Villalobos gravmonument
- 13. Dopkapell.
- 14–25. Kapell utmed korsgången.